# ブルックトン炭鉱

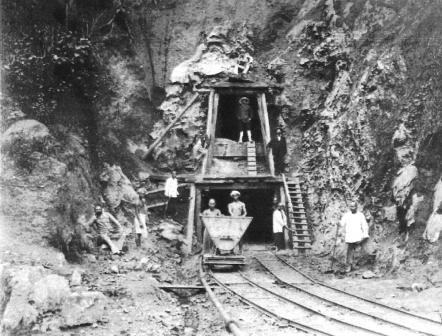
19世紀末のムアラ炭鉱。

ブルックトン炭鉱（ブルックトンたんこう、英語: Brooketon Colliery）、旧名ではムアラ炭鉱 (Muara Coal Mine) は、ブルネイにおいて、かつて稼働していた炭鉱のひとつ。もはや生産はおこなわれておらず、跡地は自然状態に戻りつつあり、二次林に覆われている。
座標: 北緯5度02分 東経115度03分 / 北緯5.033度 東経115.050度

## 位置
ブルックトン炭鉱は、セラサ郡に位置している。道路のジャラン・ムアラ (Jalan Muara) とムアラ・トゥトン・ハイウェイ (Muara Tutong Highway) が接続するラウンドアバウトの北側、ムアラの中心市街地から1マイル半離れた場所にある。

## 歴史
ブルネイで最初に石炭が発見されたのは、1837年のことで、場所はムアラに近いセライ・ピムピン (Serai Pimping) であった。ムアラ炭鉱が最初に商業的に採掘され始めたのは1883年で、ウィリアム・カウイーが
年1,200ドルで採掘権を獲得した。しかし、カウイーはその後1888年に、採掘に関する諸権利を、白人藩王チャールズ・ブルックにリースし、藩王は炭鉱の名称を「ブルックの町 (Brooke Town)」を意味するブルックトン (Brooketon) と改めた。1889年から1924年にかけて、この炭鉱はブルックが藩王であったサラワク王国政府が運営にあたった。年間の石炭輸出量は、1万トンから２.5万トンとばらつきがあったが、33年間続けられた採掘によって65万トン以上が輸出された。当初は露天掘りだったが、やがてそれが困難になると、坑道を設ける坑内採鉱方式が導入された。
ブルックトン炭鉱は、当時も今も水深が深い天然の良港であるムアラに近い戦略的に優位な位置にあり、両者は鉄道で結ばれていた。レールはその後撤去され、線路は残っていない。
ブルックが保有していたのは、経済的な権利だけであったが、彼は政治的にも、この地域の支配者同然に振る舞った。この鉱山は数百人の鉱夫たちを雇用していたので、警察、郵便局、ムアラとの連絡道路などが導入され、サラワク王国の制度が適用される治外法権のような状態になっていた。ムアラ周辺の実権がブルネイに「返還」されたのは1921年のことであった。
ブルックトン炭鉱は、世界的な景気の後退によって石炭の価格が下がり続け、深刻な財務上の損失が出たため、1924年に閉鎖された。
その後、第二次世界大戦中には、日本軍がこの辺りを支配し、日本人が炭鉱での採掘を再開したが、質の悪い石炭しか採れず、地元の限られた需要に応じて供給するだけに終わった。

## その後
今日、残されているのは、植物が生い茂ったかつての線路、機関車、坑道の入口、放置されたモーリス・マイナーなどである。
ブルネイ政府の博物館局 (Museums Department of Brunei) は、歴史的な価値のある62ヘクタールの炭鉱の範囲を屋外博物館として整備し、エコツーリズムを振興したいと表明している。既にブルネイ・ダルサラーム国の「古物財宝法 (Antiquities and Treasure Trove Act)」によって、一帯は保護されている。